# 迭戈·拉克薩爾特
迭戈·塞巴斯蒂安·拉克萨尔特·苏亚雷斯（西班牙語：Diego Sebastián Laxalt Suárez；1993年2月7日—）是一位烏拉圭足球運動員。在場上的位置是左中場及左翼鋒，亦可客串左閘。他現在效力於俄羅斯足球超級聯賽球隊莫斯科迪纳摩。他也代表烏拉圭國家足球隊參賽。